# Pennybridge Pioneers
Pennybridge Pioneers är ett musikalbum från Millencolin, utgivet 21 februari 2000.

## Låtlista
1. "No Cigar"
2. "Fox"
3. "Material Boy"
4. "Duckpond"
5. "Right About Now"
6. "Penguins & Polarbears"
7. "Hellman"
8. "Devil Me"
9. "Stop to Think"
10. "The Mayfly"
11. "Highway Donkey"
12. "A-ten"
13. "Pepper"
14. "The Ballad"

## Övrigt
- Pennybridge är ett vanligt svenskt sätt att försöka översätta Millencolins hemort Örebro till engelska. Penny är en brittisk valutaenhet, medan öre är en svensk sådan. Bridge är engelska för bro.
- Låten "No Cigar" fanns med på soundtracket till Tony Hawk's Pro Skater 2 (2000).

## Listplaceringar
| Lista (2000) | Topplacering |
| ------------ | ------------ |
| Sverige      | 3            |